# Leucophlebia neumanni
Leucophlebia neumanni är en fjärilsart som beskrevs av Rothschild 1902. Leucophlebia neumanni ingår i släktet Leucophlebia och familjen svärmare. Inga underarter finns listade i Catalogue of Life.